# 10月12日
10月12日是阳历一年中的第285天（闰年第286天），离全年的结束还有80天。

## 大事记

### 19世紀以前
- 前539年：居鲁士攻占巴比伦。
- 1492年：義大利探險家克里斯多福·哥倫布登陸加勒比地區島嶼，促成往後一系列美洲殖民行動。

### 19世紀
- 1810年：巴伐利亞王國維特爾斯巴赫王朝王儲路德維希王子邀請慕尼黑市民參加其婚禮狂歡派對，之後演變為慕尼黑啤酒節。
- 1822年：巴西王國王儲佩德羅王子稱帝並宣佈巴西王國自葡萄牙－巴西－阿爾加維聯合王國獨立並改國號為巴西帝國。
- 1847年：德國發明家維爾納·馮·西門子創辦西門子公司，後來成為歐洲最大的工程公司。
- 1859年：自封為「美利堅合眾國皇帝和墨西哥攝政王」的諾頓一世宣布正式解散美國國會。
- 1885年：清朝福建臺灣省建省，劉銘傳任第一任台灣巡撫。
- 1899年：第二次波耳戰爭：以波耳人為首的川斯瓦共和國和奧蘭治自由邦向大英帝國宣战。

### 20世紀
- 1928年：波士頓兒童醫院首次使用醫療呼吸機鐵肺，治療一名因小兒麻痺症而癱瘓的八歲女孩。
- 1929年：中东路事件：同江之役，蘇聯紅海軍重创中国乌苏里江江防舰队，占领黑瞎子岛。
- 1933年：美國司法部取得舊金山灣阿爾卡特拉斯島上的一座軍事監獄，將其改建為最後的阿爾卡特拉斯島聯邦監獄。
- 1951年：《毛泽东选集》第一卷出版。
- 1960年：苏联领袖尼基塔·赫鲁晓夫在联合国大会上由于对菲律宾代表不满，而脱下皮鞋敲击桌面。
- 1960年：日本社會民主黨第一書記淺沼稻次郎遭到大日本愛國黨成員山口二矢以脇差刺殺（日语：浅沼稲次郎暗殺事件）。
- 1968年：前身為西班牙海外領地的赤道幾內亞宣布自西班牙独立。
- 1968年：1968年夏季奧林匹克運動會在墨西哥墨西哥城正式開幕。
- 1976年：中国共产党宣布华国锋继任领袖。
- 1979年：聯合颱風警報中心評定颱風海平面氣壓達到870百帕，成為氣象觀測史上中心氣壓最低的熱帶氣旋。
- 1980年：日本職棒讀賣巨人隊選手王貞治擊出生涯最後一支全壘打，以868支全壘打成為世界職棒生涯最多全壘打紀錄保持人至今。
- 1982年：中国首次发射潜地导弹成功。
- 1983年：日本前首相田中角荣因贪污罪（洛克希德事件）被判处有期徒刑4年。
- 1984年：爱尔兰共和军於东萨塞克斯郡布莱顿白禮頓格蘭德酒店所召開保守黨高級官員年會中引爆巨型炸彈，並刺杀首相柴契爾夫人未遂。
- 1986年：英女皇伊利沙伯二世訪問中國。
- 1991年：深圳寶安國際機場正式通航。
- 1999年：联合国确定的“世界60亿人口日（英语：The Day of Six Billion）”。
- 2000年：美国海军科尔号驱逐舰在也门的亚丁港被基地组织袭击，17人死亡。

### 21世紀
- 2002年：回教祈禱團在印尼巴厘岛策劃一连串爆炸案，共造成202人死亡。
- 2003年：賴比瑞亞宣布与中華民國中断外交关系，重新与中华人民共和国建交。
- 2003年：秦沈客运专线正式通车，成为中国第一条高速铁路。
- 2005年：神舟六号载人飞船在酒泉卫星发射中心发射升空，成为中国第一艘执行多人多天任务的载人飞船。
- 2011年：利用死者遺骸中取出的物質，加拿大麥克馬斯特大學主管波拿亞和德國圖賓根大學克勞斯領導的研究小組成功破解黑死病致病菌鼠疫桿菌基因體遺傳密碼，並將報告發表於《自然》。
- 2012年：中国南方航空327号班机改用空中客车A380客机执飞，成为中国由该款客机执飞的首条远程定期国际航班。
- 2019年：肯亞長跑選手埃利乌德·基普乔盖在英力士1:59挑战赛中以1小時59分40.2秒完賽，成為世界上首位馬拉松跑進2小時的選手。

## 出生

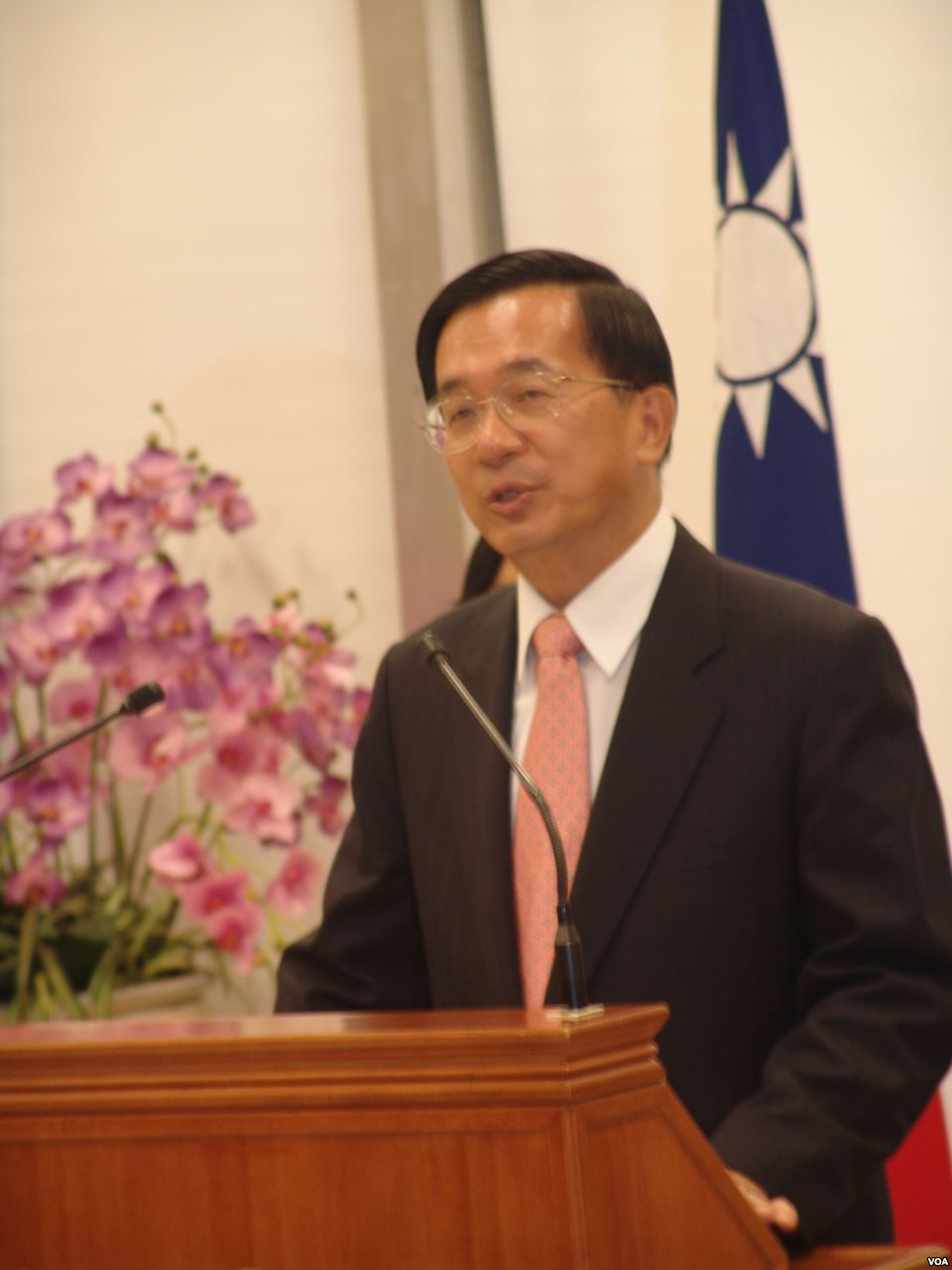
第10—11任中華民國總統陳水扁

- 1008年：後一條天皇，日本第68代天皇（1036年逝世）
- 1240年：陳聖宗，越南陳朝第2代君主（1290年逝世）
- 1350年：德米特里·頓斯科伊，莫斯科大公（1389年逝世）
- 1533年：朝倉義景，日本戰國時代大名（1573年逝世）
- 1537年：愛德華六世，英國、愛爾蘭國王（1553年逝世）
- 1537年：珍·格蕾，英格蘭女王（1554年逝世）
- 1558年：馬克西米連三世，哈布斯堡王朝奧地利攝政、大公（1618年逝世）
- 1687年：西爾維厄斯·利奧波德·魏斯，德國作曲家、魯特琴家（1750年逝世）
- 1798年：佩德羅一世，巴西第1任皇帝、葡萄牙國王（1834年逝世）
- 1801年：弗里德里希·弗雷-荷洛塞，瑞士政治家（1873年逝世）
- 1855年：尼基施·阿圖爾，匈牙利指揮家（1922年逝世）
- 1858年：西普里亞諾·卡斯楚，委內瑞拉政治人物，前任委內瑞拉總統（1924年逝世）
- 1858年：艾薩克·牛頓·路易士，美國陸軍軍官（1931年逝世）
- 1865年：阿瑟·哈登，英國生物化學家，1929年諾貝爾化學獎得主（1940年逝世）
- 1866年：拉姆齊·麥克唐納，英國政治人物，前任英國首相（1937年逝世）
- 1868年：馬里亞諾·特里亞斯，菲律賓政治家（1914年逝世）
- 1869年：木下尚江，日本小說家、社會運動家（1937年逝世）
- 1872年：雷夫·佛漢·威廉斯，英國作曲家（1958年逝世）
- 1875年：阿萊斯特·克勞利，英格蘭神秘學家、詩人、作家（1947年逝世）
- 1879年：高劍父，中國畫家、教育家（1951年逝世）
- 1890年：格魯喬·馬克思，美國男演員、喜劇演員（1977年逝世）
- 1891年：艾蒂特·史坦茵，德籍猶太裔修女，1942年奧斯威辛集中營受難者（1942年逝世）
- 1891年：近衛文麿，日本政治家（1945年逝世）
- 1896年：埃烏傑尼奧·蒙塔萊，義大利詩人、散文家，1975年諾貝爾文學獎得主（1981年逝世）
- 1898年：伊藤大輔，日本電影導演、編劇（1981年逝世）
- 1904年：丁玲，中國女作家（1986年逝世）
- 1906年：喬·克羅寧，美國棒球運動員（1984年逝世）
- 1906年：吳奚如，中國作家、政治人物（1985年逝世）
- 1907年：吳新榮，臺灣醫師、政治人物（1967年逝世）
- 1911年：董同龢，中國音韻學家（1963年逝世）
- 1919年：多里斯·米勒，美國海軍非裔廚師（1943年逝世）
- 1921年：阿特·克洛基，美國定格黏土動畫先驅者（2010年逝世）
- 1922年：威廉·希利·沙利文，美國外交官（2013年逝世）
- 1922年：胡聿賢，中國地震工程學家（2023年逝世）
- 1931年：奧利-約翰·達爾，挪威電腦科學家（2002年逝世）
- 1931年：張國成，中國工程師（2022年逝世）
- 1932年：三浦雄一郎，日本登山家
- 1934年：理查·麥爾，美國建築師、抽象藝術家
- 1935年：盧奇亞諾·帕華洛帝，義大利男高音歌唱家（2007年逝世）
- 1936年：江原真二郎，日本男演員
- 1943年：三輪勝惠，日本女性聲優（2024年逝世）
- 1944年：大仁邦彌，日本足球運動員
- 1945年：奧蘿爾·克來蒙，法國女演員
- 1946年：秋山仁，日本數學家
- 1947年：林子祥，香港男歌手、演員
- 1947年：克里斯·華萊士，美國主持人、政治評論家
- 1948年：島田莊司，日本推理小說家
- 1949年：伊里奇·拉米雷斯·桑切斯，委內瑞拉恐怖份子
- 1950年：陳水扁，台灣政治人物，前任中華民國總統
- 1950年：盧冠廷，香港男演員、歌手、作曲家
- 1950年：安娜·卡朱摩洛·提拜朱卡，坦尚尼亞政治家
- 1950年：戴維·弗賴登塔爾，美國政治家
- 1951年：埃德·羅伊斯，美國政治家
- 1952年：羅傑·希斯-布朗，英國數學家
- 1953年：狄托·傑克森，美國搖滾音樂歌手（2024年逝世）
- 1956年：曾慶瑜，香港女歌手、主持人、演員
- 1958年：史提夫·奧地利，美國政治家
- 1959年：張振寰，臺灣男演員（2025年逝世）
- 1959年：東儀秀樹，日本雅樂演奏家
- 1959年：本鄉滿，日本動畫導演
- 1960年：真田廣之，日本男演員
- 1960年：阿列克謝·庫德林，俄羅斯政治家
- 1962年：卡洛斯·伯納德，美國男演員
- 1962年：布蘭科·茨爾文科夫斯基，馬其頓共和國政治家
- 1963年：今敏，日本動畫導演、漫畫家（2010年逝世）
- 1963年：戴夫·雷傑諾，英國男演員（2014年逝世）
- 1963年：萊蒙德·奧曼，德國足球運動員
- 1966年：強納森·克倫比，加拿大男演員（2015年逝世）
- 1966年：维姆·琼克，荷蘭足球運動員
- 1967年：黃忠義，台灣棒球運動員
- 1967年：香田晉，日本男歌手、演員
- 1967年：司徒慧焯，香港導演、編劇、演員
- 1968年：虎艳芬，中國女演員
- 1968年：，澳洲男演員
- 1969年：澤里科·米利諾維奇，斯洛維尼亞足球運動員
- 1969年：李泉，中國男歌手、音樂製作人
- 1970年：Origa，俄羅斯女歌手（2015年逝世）
- 1971年：孟非，中國男主持人
- 1971年：湯尼·費歐雷，美國棒球運動員
- 1972年：湯姆·雲·摩爾，比利時足球運動員
- 1975年：瑪麗恩·瓊斯，美國田徑女運動員
- 1977年：克莉斯蒂·柯兒，美國高爾夫球女運動員
- 1977年：伯德·米勒，美國高山滑雪運動員
- 1979年：友坂理惠，日本女演員、歌手
- 1980年：萊德利·金恩，英格蘭足球運動員
- 1981年：孫甜甜，中國網球女運動員
- 1981年：湯姆·蓋里，美國男演員
- 1981年：康拉德·史密斯，紐西蘭橄欖球運動員
- 1982年：凱西·麥克基，美國棒球運動員
- 1983年：瑪姬，香港女主持人
- 1983年：阿歷斯·布魯斯基，澳洲足球運動員
- 1983年：卡爾頓·科爾，英格蘭足球運動員
- 1984年：陽蕾，中國女歌手
- 1984年：夏大寶，台灣男演員
- 1985年：陳家樂，香港男演員
- 1985年：彭永琛，澳門男歌手
- 1985年：蜜雪兒·卡特，美國女子田徑運動員
- 1986年：何卿，中國主持人、話劇演員
- 1986年：泰勒·布萊克本，美國男演員
- 1986年：伊安尼斯·馬尼亞蒂斯，希臘足球運動員
- 1987年：唐肇廷，台灣棒球運動員
- 1988年：山姆·懷特洛克，紐西蘭橄欖球運動員
- 1990年：亨利·蘭斯伯里，英格蘭足球運動員
- 1992年：花乃瑪麗亞，日本女演員、前寶塚歌劇團成員
- 1992年：喬許·哈契森，美國男演員
- 1993年：徐康俊，韓國男演員
- 1994年：李啟言，香港男舞者
- 1994年：奥利维娅·斯莫利加，美國女子游泳運動員
- 1995年：關詩敏，台灣女歌手
- 1995年：荻野可鈴，日本女子偶像團體夢想青春期成員
- 1996年：伊藤美來，日本女性聲優、歌手
- 1996年：里奇德利·巴佐爾，荷蘭足球運動員
- 1997年：東方譯慷，臺灣職業籃球運動員
- 1997年：曾展望，香港男演員及節目主持
- 1999年：李凱馨，新加坡女演員、歌手
- 2000年：崔鍾浩，韓國男子偶像團體ATEEZ成員
- 2004年：平塚紗依，日本女性聲優
- 2004年：達西·琳恩，美國女腹語師
- 生年不詳：潘文柏，香港男性配音員

## 逝世
- 前322年：狄摩西尼，古希臘演說家、政治家（前384年出生）
- 385年：謝安，東晉政治家、軍事家（320年出生）
- 638年：教宗和諾理一世，羅馬主教（生年不詳）
- 1858年：歌川廣重，日本浮世繪畫家（1797年出生）
- 1859年：林復齋，日本儒學學者、外交官（1801年出生）
- 1864年：羅傑·B·托尼，美國政治人物（1777年出生）
- 1870年：羅伯特·李，美國將領、教育家，美利堅邦聯軍隊總司令（1807年出生）
- 1889年：詹姆斯·普雷斯科特·焦耳，英國物理學家（1818年出生）
- 1921年：弗朗西斯·布林克利，英裔愛爾蘭軍事顧問、記者（1841年出生）
- 1921年：費爾南·寇蒂，法國天文學家（1862年出生）
- 1926年：埃德溫·阿伯特·阿伯特，英國中學校長、神學家、聖公會牧師（1838年出生）
- 1952年：邱少云，中国人民志愿军一级英雄（1926年出生）
- 1960年：淺沼稻次郎，日本政治家，眾議院議員（1898年出生）
- 1962年：莊垂勝，臺灣作家、詩人、社會運動者（1897年出生）
- 1968年：普蘭齊什庫斯·巴爾特魯斯·希維茨基斯，立陶宛動物學家（1882年出生）
- 1978年：尤芷韻，香港演员（1938年出生）
- 1979年：瓦洛迪·韋伯，瑞典土木工程師、材料學家、應用數學家（1887年出生））
- 1987年：阿尔夫·兰登，美國銀行家、政治人物，曾任堪薩斯州州長（1887年出生）
- 1997年：约翰·丹佛，美國鄉土歌手（1943年出生）
- 1998年：奧林·艾根，美國天文學家（1919年出生）
- 1998年：马修·谢巴德，美國大學生，一場針對同性戀暴力仇恨罪行的受害者（1976年出生）
- 1999年：威爾特·張伯倫，美國NBA聯盟職業籃球運動員，世人稱之「籃球皇帝」（1936年出生）
- 2002年：維克托·阿斯馬耶夫，俄羅斯男子馬術運動員（1947年出生）
- 2002年：桃井望，日本AV女優（1978年出生）
- 2011年：丹尼斯·里奇，美國計算機科學家，對C語言和其他程式語言、Multics和Unix等作業系統的發展做出了巨大貢獻。（1941年出生）
- 2013年：喬治·赫比格，美國天文學家（1920年出生）
- 2017年：胡波，中國作家和電影導演，以大象席地而坐獲得第55屆金馬獎最佳改編劇本，觀眾票選最佳影片及最佳劇情長片，於電影上映前自殺身亡。（1988年出生）
- 2019年：丁石孙，中国数学家，第九、十届全国人大常委会副委员长，中国民主同盟第七、八、九中央委员会主席，北京大学校长（1927年出生）
- 2021年：布萊恩·高德納，美國電影製片人、商人（1963年出生）
- 2022年：，美國NBA聯盟職業籃球運動員（1941年出生）
- 2023年：中條比紗也，日本漫畫家（1973年出生）
- 2024年：亞历克斯·萨爾蒙德，蘇格蘭政治人物，前任蘇格蘭首席部長（1954年出生）

## 节假日和习俗
- 世界關節炎日
- 美洲：哥倫布日
- 巴西：兒童節
- 西班牙：國慶日
- 乌拉圭：工程師節
- 赤道几内亚：獨立日